# スタンリー (フォークランド諸島)
スタンリーまたはスタンレー（Stanley）は、イギリス領フォークランド諸島の首都。

## 概要
東フォークランド島ポート・ウィリアム（入り江）の奥に位置する。ポート・スタンリー（Port Stanley）とも呼ばれる。なお、フォークランド諸島の領有権を主張しているアルゼンチン側ではスペイン語でプエルト・アルヘンティーノ（Puerto Argentino）と呼んでいる。
人口は2115人（2006年）の小さな港町だがフォークランド諸島では一番大きな町である。町並みはイギリス風で19世紀のイギリス植民地時代の建物が多く残る。1987年に設立されたフォークランド諸島博物館やガバメントハウスや1892年に建てられたクライストチャーチ大聖堂などがあり、ゴルフコース、競走馬、戦争祈念施設、郵便局、キングエドワード7世病院など、また島唯一の刑務所もある。

## 歴史
1763年、フランスのルイ・アントワーヌ・ド・ブーガンヴィルはフォークランド諸島に入植しようと、現在バークレーサウンドと呼ばれる湾沿いにポートルイスを築き、そこが島の中心地となった。その後のイギリス植民地時代において、リチャード・ムーディ知事（1841年にフォークランド諸島の副知事に就任、1843年から1848年までは総督を務める）は新たな入植地を見つけようとイギリス海軍のフランシス・ロードン・モリア艦長とジェームズ・クラーク・ロスを迎え入れ、彼らは5ヶ月間島で過ごす。ポートルイスのすぐ南にあるもう一つの入植地、ポートジャクソン（かつてフランス語でボーポートと呼ばれていた）は寄港する船舶にとり十分な水深を持つことが考慮され、そこをイギリスの伯爵エドワード・スミス＝スタンリーの名に因んでスタンリーハーバーと改名し、1843年にから1845年にかけて首都移転を行った。しかし、首都の変更に入植者達の反応は様々で、ムーディ知事は最悪の選択をしたとも言われ、当初は停泊地としてうまく機能しなかった。1849年に30人の結婚したチェルシー年金受給者（元イギリス海軍の退役軍人）達が入植し、島の防衛とスタンリー港発展を助けた。その後スタンリーは水深の深い港として発展していった。1982年のフォークランド紛争ではアルゼンチン軍に一時占領された。

## 気候
ケッペンの気候区分ではツンドラ気候（ET）に属する。
| スタンリー（1961-1990）の気候                           | スタンリー（1961-1990）の気候 | スタンリー（1961-1990）の気候 | スタンリー（1961-1990）の気候 | スタンリー（1961-1990）の気候 | スタンリー（1961-1990）の気候 | スタンリー（1961-1990）の気候 | スタンリー（1961-1990）の気候 | スタンリー（1961-1990）の気候 | スタンリー（1961-1990）の気候 | スタンリー（1961-1990）の気候 | スタンリー（1961-1990）の気候 | スタンリー（1961-1990）の気候 | スタンリー（1961-1990）の気候 |
| 月                                                      | 1月                           | 2月                           | 3月                           | 4月                           | 5月                           | 6月                           | 7月                           | 8月                           | 9月                           | 10月                          | 11月                          | 12月                          | 年                            |
| ------------------------------------------------------- | ----------------------------- | ----------------------------- | ----------------------------- | ----------------------------- | ----------------------------- | ----------------------------- | ----------------------------- | ----------------------------- | ----------------------------- | ----------------------------- | ----------------------------- | ----------------------------- | ----------------------------- |
| 最高気温記録 °C （°F）                                  | 24 (75)                       | 23 (73)                       | 21 (70)                       | 17 (63)                       | 14 (57)                       | 11 (52)                       | 10 (50)                       | 11 (52)                       | 15 (59)                       | 18 (64)                       | 22 (72)                       | 22 (72)                       | 24 (75)                       |
| 平均最高気温 °C （°F）                                  | 14.1 (57.4)                   | 14.0 (57.2)                   | 12.8 (55)                     | 10.3 (50.5)                   | 7.4 (45.3)                    | 5.6 (42.1)                    | 5.1 (41.2)                    | 6.0 (42.8)                    | 7.7 (45.9)                    | 9.9 (49.8)                    | 11.9 (53.4)                   | 13.4 (56.1)                   | 9.8 (49.6)                    |
| 日平均気温 °C （°F）                                    | 9.6 (49.3)                    | 9.7 (49.5)                    | 8.6 (47.5)                    | 6.5 (43.7)                    | 4.0 (39.2)                    | 2.5 (36.5)                    | 2.0 (35.6)                    | 2.5 (36.5)                    | 3.8 (38.8)                    | 5.7 (42.3)                    | 7.3 (45.1)                    | 8.8 (47.8)                    | 5.9 (42.6)                    |
| 平均最低気温 °C （°F）                                  | 5.1 (41.2)                    | 5.4 (41.7)                    | 4.5 (40.1)                    | 2.7 (36.9)                    | 0.7 (33.3)                    | −0.5 (31.1)                   | −1.2 (29.8)                   | −1.0 (30.2)                   | −0.2 (31.6)                   | 1.5 (34.7)                    | 2.7 (36.9)                    | 4.4 (39.9)                    | 2.0 (35.6)                    |
| 最低気温記録 °C （°F）                                  | −1 (30)                       | −1 (30)                       | −3 (27)                       | −6 (21)                       | −7 (19)                       | −11 (12)                      | −9 (16)                       | −11 (12)                      | −11 (12)                      | −6 (21)                       | −3 (27)                       | −2 (28)                       | −11 (12)                      |
| 降水量 mm （inch）                                      | 63 (2.48)                     | 45 (1.77)                     | 52 (2.05)                     | 50 (1.97)                     | 48 (1.89)                     | 45 (1.77)                     | 41 (1.61)                     | 38 (1.5)                      | 34 (1.34)                     | 36 (1.42)                     | 39 (1.54)                     | 52 (2.05)                     | 544 (21.42)                   |
| 平均降雨日数                                            | 17                            | 12                            | 15                            | 14                            | 15                            | 13                            | 13                            | 13                            | 12                            | 11                            | 12                            | 15                            | 162                           |
| % 湿度                                                  | 78                            | 79                            | 83                            | 87                            | 88                            | 89                            | 90                            | 87                            | 84                            | 80                            | 74                            | 76                            | 82.9                          |
| 出典：Climatic Research Unit, University of East Anglia |                               |                               |                               |                               |                               |                               |                               |                               |                               |                               |                               |                               |                               |

## 交通

### 航空
中心部より北に53km離れた場所にマウント・プレザント空軍基地があり、民間輸送も行われている。

### 鉄道
1915年から1940年にかけて、スタンリー湾の北岸に沿って鉄道が敷設されていた。